# Missionnaire impossible
Missionnaire impossible (France) ou Missionnaire : impossible (Québec) (Missionary: Impossible) est le 15e épisode de la saison 11 de la série télévisée d'animation Les Simpson.

## Synopsis
Homer, après avoir fait un don de 10 000 $ auprès du PBS pour que cette chaîne puisse continuer d'exister et de diffuser une série, qu'il adore, sur les Hooligans, est pourchassé par les quêteurs assoiffés d'argent. C'est ainsi qu'il se réfugie à l'église où le révérend Lovejoy l'envoie aux États fédérés de Micronésie en tant que missionnaire chargé de convertir les populations indigènes en de bons chrétiens fidèles à Jésus. Là-bas, tout ne se passera pas comme prévu...